# Raorchestes beddomii
Raorchestes beddomii es una especie de rana que habita en India.
Esta especie se encuentra amenazada de extinción debido a la destrucción de su hábitat natural.